# 普拉克明 (新澤西州)
普拉克明（英語：Pluckermin）是位於美國新澤西州薩默塞特縣的普查規定居民點。

## 人口
根據2020年美國人口普查的數據，普拉克明的面積為1.80平方千米，皆為陸地。當地共有人口359人，而人口密度為每平方千米199.44人。